# 57 ق هـ
57 ق هـ هي السنة السابعة والخمسون السابقة للهجرة النبوية، وهي توافق ما بين سنتي 566 و567 حسب التقويم الميلادي، أي أنها بدأت في سنة 566م وانتهت في سنة 567م.